# Johann Balthasar König
Johann Balthasar König (getauft 28. Januar 1691 in Waltershausen; begraben 2. April 1758 in Frankfurt am Main) war ein deutscher Komponist und evangelischer Kirchenmusiker der Barockzeit.

## Leben
König war ein Sohn des Waltershausener Bürgers und Weißgerbers Johann Jakob König. Sein Geburtshaus befand sich in der Borngasse 17. Er kam 1704 nach Frankfurt am Main und wurde Chorsänger des städtischen Gymnasiums. Unter Georg Philipp Telemann, der 1711 die Leitung der städtischen Musikkapelle übernahm, wurde König als Musiker in die Kapelle aufgenommen.
1717 heiratete er Anna Maria Pfaff, die Tochter eines Schneidermeisters. Für ihren 1718 geborenen Sohn Georg Philipp übernahm Telemann die Patenschaft, ein Hinweis auf die freundschaftliche Beziehung zwischen König und Telemann. 1718 wurde König Leiter der Kapelle an der Katharinenkirche.
König blieb auch in Frankfurt, als Telemann 1721 nach Hamburg ging. Sowohl im Gottesdienst als auch in den städtischen Konzerten pflegte er auch weiterhin Telemanns Werke aufzuführen. 1727 wurde er als Nachfolger von Johann Christoph Bodinus (1690–1727) zum städtischen Kapellmeister ernannt. Gleichzeitig bekam er das Frankfurter Bürgerrecht verliehen.
König komponierte selbst zahlreiche Kirchenlieder, aber auch Kantaten und Opern. Zu den regelmäßigen Pflichten des Frankfurter Stadtkapellmeisters gehörte u. a. auch die Komposition von Kantaten zu den Geburtstagen des Kaisers und der Kaiserin. Insbesondere der 1745 verstorbene Karl VII. hielt sich längere Zeit in Frankfurt auf. 23 seiner Kantaten, dazu zwei Trauungs-Cantaten für Frankfurter Bürger, sind in der Sammlung der Frankfurter Universitätsbibliothek Johann Christian Senckenberg erhalten.
Besonders lag ihm jedoch der Gemeindegesang am Herzen, wie seine 1724 erschienene Denkschrift Unmaßgeblicher Vorschlag wie dem übel-Singen in den Frankfurter Kirchen abzuhelfen sei zeigt. Dem jeweiligen Organisten wurde auferlegt, „daß zu Vermeidung der bishero öffters sich ereigneten disharmonie im Singen er jederzeit vor anfang des abzusingenden Lieds die Melodie dessen vorhero praeludiren solte, damit der Vorsänger so wohl als Gemeinde sich darnach richten können“, wie aus einem Protokoll des lutherischen Konsistoriums von 1744 hervorgeht.
Sein bedeutendstes Werk ist der 1738 erschienene Harmonische Liederschatz, die umfangreichste Choralsammlung des 18. Jahrhunderts. Von den darin enthaltenen 1913 Melodien sind 358 nirgendwo zuvor veröffentlicht. Bei vielen davon dürfte es sich um eigene Kompositionen handeln. Zwei davon finden sich auch im heutigen Evangelischen und Mennonitischen Gesangbuch, nämlich
- O dass ich tausend Zungen hätte (EG 330, MG 56), gleiche Melodie auch für: Ich habe nun den Grund gefunden von J. A. Rothe (EG 354), Ich bin getauft auf deinen Namen von Johann Jakob Rambach (EG 200), sowie Alternativmelodie für Dies ist die Nacht, da mir erschienen von Kaspar Friedrich Nachtenhöfer (EG 40); bei König ursprünglich zum Text Ach, sagt mir nichts von Gold und Schätzen von Angelus Silesius
- Ich will dich lieben, meine Stärke (EG 400, MG 435).

Bis zu seinem Tod 1758 blieb König im Amt. In seinen späteren Jahren wurde er von seinen Frankfurter Musikerkollegen als stolz und hochmütig kritisiert. Dies kann allerdings auch eine Folge seiner Machtstellung sein, die er durch die Bündelung der Ämter des Kapellmeisters und Kantors innehatte.

## Werke

### Choralsammlung
- Harmonischer Lieder-Schatz oder allgemeines evangelisches Choral-Buch : welches die Melodien derer so wohl alten als neuen biß hierher eingeführten Gesänge unsers Teutschlandes in sich hält... ; ferner finden sich darinnen die Melodien derer hundert und funffzig Psalmen Davids, wie solche in denen Gemeinden der Reformirten Kirche gesungen werden, benebst denen frantzösichen Liedern... anbey durchgehends mit einem modernen General-Bass versehen... ans Licht gestellet von Johann Balthasar König, Franckfurt am Mayn, 1738 (urn:nbn:de:bvb:12-bsb10525210-4).

### Kantaten
- Ach, Jesus geht zu seiner Pein (Sonntag Estomihi)
- Alle, die gottselig leben wollen (Sonntag nach Neujahr 1718)
- Auf zur Lust, ihr frohen Töne (Hochzeitskantate)
- Beglücktes Begegnen verbundenster Freunde
- Danket dem Herrn, predigt seinen Namen (1729)
- Die Wahrheit ist ein himmlisch Licht (Sonntag Judica)
- Dies ist der Tag, den der Herr gemacht hat
- Ehen sind beglückt zu nennen (Trauungscantata)
- Gleichwie ein Hirsch nach frischem Wasser schreiet
- Gott ist unsre Zuversicht (Vierter Sonntag nach Epiphanias)
- Herr Jesu Christ, der du wunderbar (Sonntag nach Weihnachten)
- Herr, sende den Schöpfer der Tugend (Zweiter Pfingsttag)
- Ich fürchte mich nicht (Sonntag nach Neujahr)
- Ich hebe meine Augen auf (Psalm 121)
- Ich schreie, Gott, zu dir (Sonntag Reminiscere, 1731)
- Ihr Lieben, lasset uns einander lieb haben (13. Sonntag nach Trinitatis)
- Kommet her zu mir alle (Zweiter Sonntag nach Trinitatis)
- Kommet zum Mahle des Herrn (Communion-Cantata)
- Lasset uns doch den Herrn, unsern Gott, fürchten (Erntedankfest, 1733)
- Mein Glaubenslicht ist schwach und klein (Sonntag Quasimodogeniti, 1727)
- Meines Jesu Passion muß mir allen Segen bringen (1730)
- O heilige Zeit, wo Himmel, Erd' und Luft (Weihnachten)
- Ruhe sanft in deiner Gruft (Begräbnis-Arie)
- Vater unser im Himmelreich (Sonntag Rogate)
- Vergeblich suchet man die Ruh (Begräbnis-Kantate)
- Wer mich liebet, der wird mein Wort halten (Erster Pfingsttag)

## Ungedruckte Quellen
- Thüringisches Staatsarchiv Gotha, Oberkonsistorium Generalia Loc. 19 Nr. 65